# Macroptila crinada
Macroptila crinada là một loài bướm đêm thuộc phân họ Arctiinae, họ Erebidae.